# Route nationale 55 (Luxemburg)
Die Route nationale 55 ist eine Nationalstraß0e in Luxemburg, die innerhalb der Hauptstadt verläuft und ca. 2,1 km kurz ist.

## Aktueller Verlauf (Stand September 2023)
Sie zweigt im Stadtteil Rollingergrund bei Siebenbrunnen von der Kopstaler Straße (N 12) ab und verläuft entlang der Faiencerie durch das Viertel Mühlenbach und danach weiter in Richtung Eich, wo sie am Eicher Platz (Place Dargent) auf die N7 einmündet.

## Historische Entwicklung
- Seit Beginn der Planungen im Jahr 1861 wurde die N 55 als „Straße von Eich über das Mühlbachtal nach Septfontaines“ beschrieben.
- der Bau der Trasse erfolgte nach 1861 (Mémorial A17/1861[1] / Mémorial A10/1863[2]) und nahm einen Teil der Gemeindestraße Nr. 34 von Strassen nach Eich auf.